# Listă de personalități din Sankt Petersburg
În această listă sunt prezentate personalități care s-au născut în Sankt Petersburg sau au trăit în marele oraș.
Dacă nu este prezentată etnia unei persoane, se subînțelege că aceasta este rusă.

## 1601–1700
- Domenico Trezzini (c. 1670–1734), arhitect elvețiano-italian;
- Ecaterina I a Rusiei (1684–1727), împărăteasă a Rusiei;
- Joseph-Nicolas Delisle (1688–1768), astronom francez;
- Ana a Rusiei (1693–1740), ducesă, împărăteasă a Rusiei;
- Daniel Bernoulli (1700–1782), matematician elvețian;
- Francesco Bartolomeo Rastrelli (1700–1771), arhitect italian.

## 1701–1800
- Leonhard Euler (1707–1783), matematician, fizician elvețian;
- Mihail Lomonosov (1711–1765), savant, poet, filolog;
- Petru al II-lea al Rusiei (1715–1730), țar al Rusiei;
- Smaragda Cantemir (1720–1761), doamnă de onoare din Imperiul Rus;
- Ecaterina a II-a a Rusiei (1729–1796), împărăteasă a Rusiei;
- Aleksandr Suvorov (1729–1800), generalisim;
- Georg Friedrich Veldten[1] (1730–1801), arhitect german;
- Stanislaw August Poniatowski (1732–1798), rege al Poloniei și duce al Lituaniei;
- Johann Euler (1734–1800), matematician și astronom rus de origine elvețiană;
- Nikolai Saltîkov (1736–1816), curtean imperial și feldmareșal rus;
- Ivan al VI-lea al Rusiei (1740–1764), țar al Rusiei;
- Ekaterina Voronțova-Dașkova (1743–1810), mai apropiată prietenă a împărătesei Ecaterina cea Mare;
- Tadeusz Kościuszko (1746–1817), general, lider militar polono-lituanian;
- Mihail Kutuzov (1747–1813), feldmareșal țarist;
- Domenico Cimarosa (1749–1801), compozitor italian;
- Aleksandr Radișev (1749–1802), scriitor, filozof;
- Joseph de Maistre (1753–1821), filozof, scriitor francez;
- Pavel I al Rusiei (1754–1801), țar al Rusiei;
- Nikolai Karamzin (1766–1826), scriitor, istoric, critic;
- Pavel Cigacov (1767–1849), amiral rus;
- Ernst Moritz Arndt (1769–1860), istoric, scriitor german;
- Adam Johann von Krusenstern (1770–1846), amiral, explorator rus, de origine germano-baltică;
- Alexandru I al Rusiei (1777–1825), țar al Rusiei;
- Ecaterina Pavlovna (1788–1819), ducesă;
- Anna Pavlovna (1795–1865), regină a Olandei;
- Nicolae I al Rusiei (1796–1855), țar al Rusiei;
- Aleksandr Pușkin (1799–1837), poet, dramaturg;
- Karl Briullov (1799–1852), pictor.

## 1801–1850
- Fiodor Tiutcev (1803–1873), poet, diplomat;
- Mihail Glinka (1804–1857), compozitor;
- Aleksandr Andreievici Ivanov (1806–1858), pictor;
- Nikolai Gogol (1809–1852), scriitor;
- Aleksandr Herzen (1812–1870), filozof, scriitor, revoluționar;
- Ivan Goncearov (1812–1891), prozator;
- Nikolai Ogarev (1813–1877), poet, activist politic;
- Mihail Lermontov (1814–1841), scriitor;
- Taras Șevcenko (1814–1861), scriitor ucrainean;
- Aleksei Konstantinovici Tolstoi (1817–1875), scriitor;
- Alexandru al II-lea al Rusiei (1818–1881), țar al Rusiei;
- Pafnuti Cebîșev (1821–1894), matematician;
- Feodor Dostoievski (1821–1881), scriitor;
- Nikolai Nekrasov (1821–1878), poet;
- Heinrich Schliemann (1822–1890), arheolog;
- Vladimir Stasov (1824–1906), scriitor, critic de artă;
- Nicolai Leskov (1831–1895), prozator;
- Alexandr Porfirievici Borodin (1833–1887), compozitor, chimist, medic;
- Alfred Nobel (1833–1896), chimist, om de afaceri suedez;
- James Whistler (1834–1903), pictor american;
- Dimitri Mendeleev (1834–1907), chimist.
- Franz Overbeck (1837–1905), teolog protestant;
- Mili Balakirev (1837–1910), pianist, dirijor, compozitor;
- Friedrich Konrad Beilstein (1838–1906), chimist;
- Modest Petrovici Musorgski (1839–1881), compozitor;
- Piotr Ilici Ceaikovski (1840–1893), compozitor;
- Piotr Kropotkin (1842–1921), filozof, revoluționar anarhist;
- Nikolai Rimski-Korsakov (1844–1908), compozitor;
- Ilia Repin (1844–1930), pictor;
- Alexandru al III-lea (1845–1894), țar;
- Georg Cantor (1845–1918), matematician german;
- Peter Carl Fabergé (1846–1920), bijutier;
- Wladimir Köppen (1846–1940), geograf, meteorolog, climatolog, botanist german;
- Egor Ivanovici Zolotarev (1847–1878), matematician;
- Ivan Pavlov (1849–1936), fiziolog, psiholog, medic;
- Emanuel Schiffers (1850–1904), șahist.

## 1851–1900
- Anatolii Liadov (1855–1914), dirijor, compozitor;
- Andrei Markov (1856–1922), matematician;
- Semion Alapin (1856–1923), șahist, lingvist, inginer;
- Iuli Șokalski (1856–1940), oceanograf, cartograf;
- Aleksandr Popov (1859–1905), fizician;
- Lou Andreas-Salomé (1861–1937), psihanalistă;
- Fiodor Sologub (1863–1927), scriitor;
- Vladimir Vernadski (1863–1945), mineralog, geochimist ucrainean;
- Valentin Serov (1865–1911), pictor;
- Alexandr Glazunov (1865–1936), dirijor, compozitor;
- Dmitri Merejkovski (1865–1941), scriitor, idelog al simbolismului;
- Carl Gustaf Emil Mannerheim (1867–1951), militar, politician finlandez, fost președinte al țării;
- Nicolae al II-lea al Rusiei (1868–1918), împărat al Rusiei (1894–1917);
- Grigori Rasputin (1869–1916), mistic;
- Nadejda Krupskaia (1869–1939), revoluționară marxistă, soție a lui Lenin;
- Emma Goldman (1869–1940), militantă anarhistă, emigrată în SUA;
- Laur Gheorghievici Kornilov (1870–1918), general;
- Vladimir Ilici Lenin (1870–1924), revoluționar, primul premier al URSS;
- Sascha Schneider (1870–1927), pictor, sculptor german;
- Aleksandr Berkman (1870–1936), revoluționar anarhist, emigrat în SUA;
- George Löwendal (1897–1964), pictor și scenograf;
- Zygmunt Waliszewski (1897–1936), pictor polonez;
- Vladimir Nabokov (1899 - 1977), scriitor american;
- Vsevolod Vișnevski (1900–1951), prozator și dramaturg.

## 1901–2000
- Nina Berberova (1901 – 1993), scriitoare franceză de origine rusă;
- Dmitri Șostakovici (1906 – 1975), compozitor, pianist și profesor;
- Nikita Bogoslovski (1913 – 2004), compozitor;
- Vladimir Andrunachievici (1917 – 1997), matematician moldovean, doctor habilitat, membru titular al Academiei de Științe a Moldovei;
- Vladimir Gribov (1930 - 1997), fizician;
- Aleksandr Gorodnițki (n. 1933), cântăreț;
- Alexei Ekimov (n. 1945), fizician, laureat Nobel;
- Irena Szewińska (1946 - 2018), atletă poloneză;
- Viktor Pleșak (n. 1946), compozitor;
- Nikolai Patrușev (n. 1951), politician, ofițer de informații;
- Boris Grebenșcikov (n. 1953), cântăreț;
- Evgheni Prigojin (n. 1961), om de afaceri, oligarh;
- Maksim Leonidov (n. 1962), cântăreț;
- Viktor Țoi (1962 – 1990), cântăreț, lider al trupei Kino;
- Paullina Simons (n. 1963), scriitoare americană;
- Serghei Mahovikov (n. 1963), actor, cântăreț;
- Fiodor Cisteakov (n. 1967), cântăreț;
- Oleg Pogudin (n. 1968), cântăreț;
- Dinara Drukarova (n. 1976), actriță, regizoare;
- Ekaterina Tur (n. 1989), medic.